# Phyllanthus warburgii
Phyllanthus warburgii är en emblikaväxtart som beskrevs av Karl Moritz Schumann. Phyllanthus warburgii ingår i släktet Phyllanthus och familjen emblikaväxter. Inga underarter finns listade i Catalogue of Life.